# Atichaur
Atichaur (nep. आँटीचौर) – gaun wikas samiti w zachodniej części Nepalu w strefie Seti w dystrykcie Bajura. Według nepalskiego spisu powszechnego z 2011 roku liczył on 751 gospodarstw domowych i 4277 mieszkańców (2195 kobiet i 2082 mężczyzn).